# メレンゲ (菓子)
メレンゲ（仏: meringue、独: Meringe(l)、西: merengue）とは、卵（鶏卵）の卵白を泡立てた食材、およびそれを用いた菓子のこと。滑らかな食感をだすため、もしくは加熱時の膨張剤として料理（主に菓子）に使用される。フランス語では「ムラング」という。

## 概要

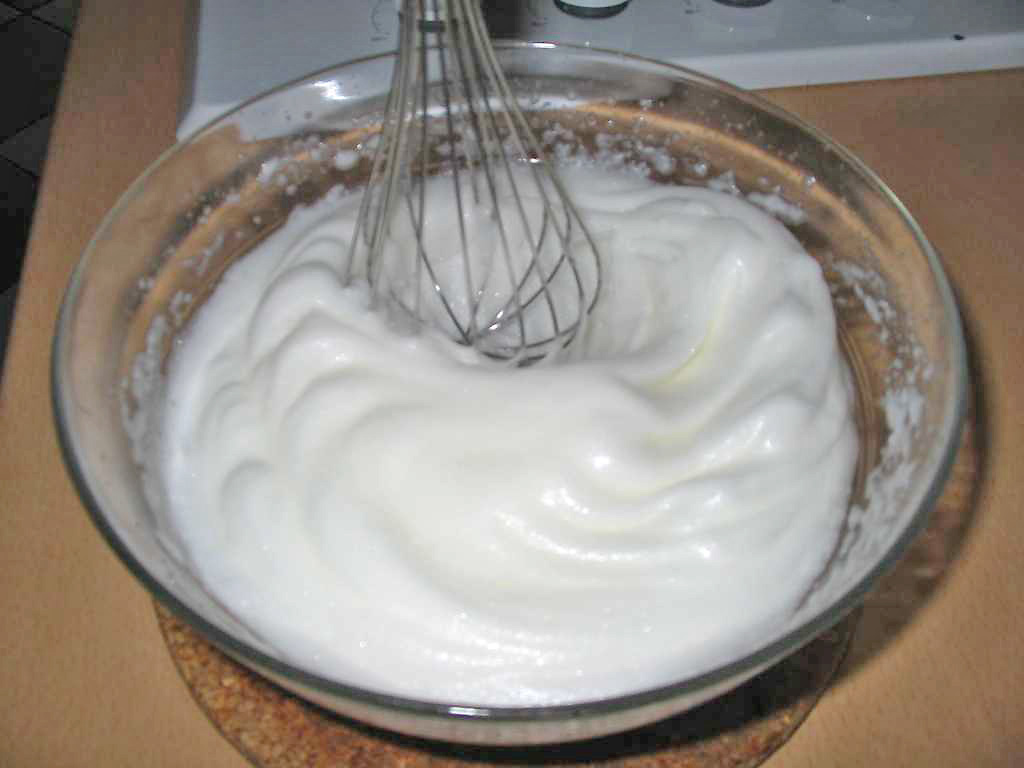
泡立てたメレンゲ

メレンゲはスイスのマイリンゲンで発明され、18世紀にイタリア人のガスパリーニという料理人によって改良されたとされるが、確たる証拠はない。『メレンゲ』の名前が確認できる最も古い文献は1692年のフランスの料理本である。
メレンゲは泡立てすぎると、ぼそぼその部分とさらさらの部分、すなわちタンパク質と水分が分離してしまう（離水）。泡だて器やボウルに油分が残っていると泡立たない。泡立てる際に、アルミニウム等の金属製ボウルを使用すると色と臭いが付くことがあるので（やや青白くなる）、ホーロー引き、ガラス、プラスチックのものを使うとよい。ただし、銅製のボウルを使うとメレンゲが非常に安定し、離水しにくい。また、弱酸性で安定する性質を持つので、少量の酒石酸やレモン果汁などを加えると、離水しにくくなる。強酸性では、タンパク質が変性してしまうため、卵白が固まる。
菓子作りにおいては、味だけではなく緩衝材として砂糖を加えることにより、耐熱性、耐酸性を上げ、さらに離水を防止させている。砂糖を加えるタイミングを変えることにより、メレンゲの質感を変えることが出来る。泡立てる初期に砂糖を加えれば、砂糖が卵白の水分を十分に吸いシロップ状になるため、卵白の粘り気が増し、泡立てにくいが、艶のある、きめの細かい安定したしっかりしたメレンゲを作ることが出来る。表現を変えれば、硬く重たいメレンゲが出来上がる。また、泡立てる中盤から後半に加えれば、泡立てやすいが、きめが粗くもろい軽いメレンゲが出来上がる。これらの違いを利用して、菓子の種類に応じて使い分けることにより、それぞれの菓子の特徴をより、細かく鮮明に表現することが出来る。
また、これを乾燥させ焼いたものの総称もメレンゲであるほか、アーモンドやヘーゼルナッツの粉末と小麦粉を加えたものはシュクセ（succès）、あるいはプログレ（progrès）と呼ばれ、菓子の素材として使用される。

## 種類
ムラング・オルディネール
卵白に砂糖を加え角が立つまで泡立てたもの。レモン汁を加えると白さが増し泡立ちが良くなる。フレンチメレンゲ。ケーキなどの焼き菓子に使われる。かつてはクレーム・シブーストなどに加えられていたが、サルモネラ菌の温床であることが問題視され、生のままで使用することは禁止された。
ムラング・シュイス
湯煎で加熱しながら卵白に砂糖を加えて泡立ててゆき、50℃くらいに達したところで火から外して仕上げたもの。スイスメレンゲ。搾り出しで形を作る場合や、ケーキ表面のデコレーションなどに使われる。
ムラング・イタリエンヌ
固く泡立てた卵白に殺菌のため120℃くらいまで煮詰めた砂糖水（シロップ）を加えて泡立てたもの。イタリアメレンゲあるいはイタリアンメレンゲ。マシュマロやアイスクリーム、ババロアなどの生食用。

## メレンゲドール
メレンゲを絞り出して焼いた小菓子も「メレンゲ」と呼ばれる。メレンゲを絞り袋で様々な形に成形して硬く焼き上げたものはメレンゲドールと呼ばれケーキ類の飾りつけに用いられる。

## メレンゲを使用する主な料理
- マシュマロ
- 淡雪羹
- ウ・ア・ラ・ネージュ
- シフォンケーキ
- アイシング
- マカロン
- ダックワーズ
- パヴロヴァ (ケーキ)
- 月世界
- モレン・クッキー
- メロンパン
- コンソメ - 調理中のアク取りの際に泡立てた卵白（メレンゲ）を用いることがある。

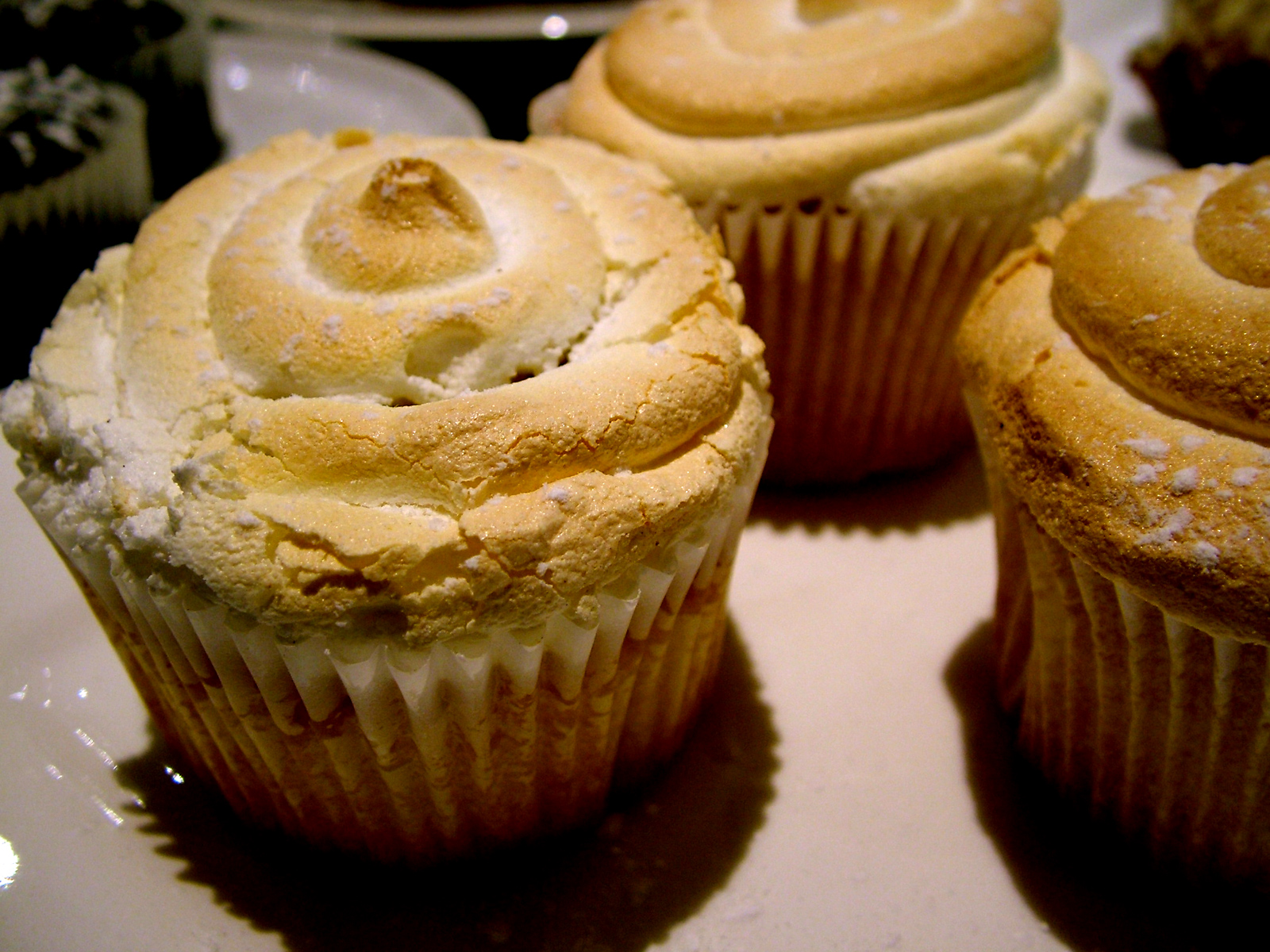
レモン・メレンゲ・マフィン
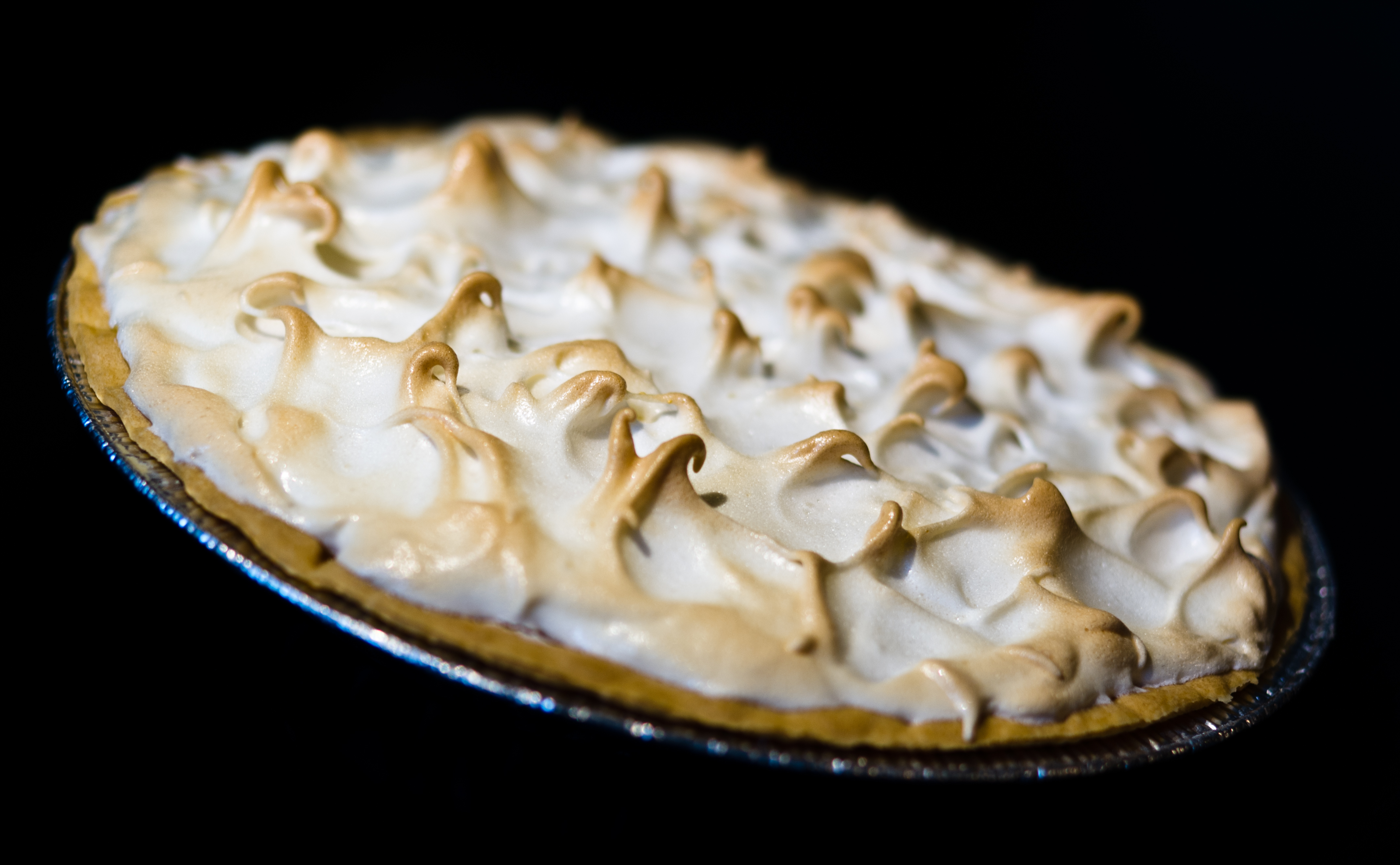
レモンメレンゲパイ
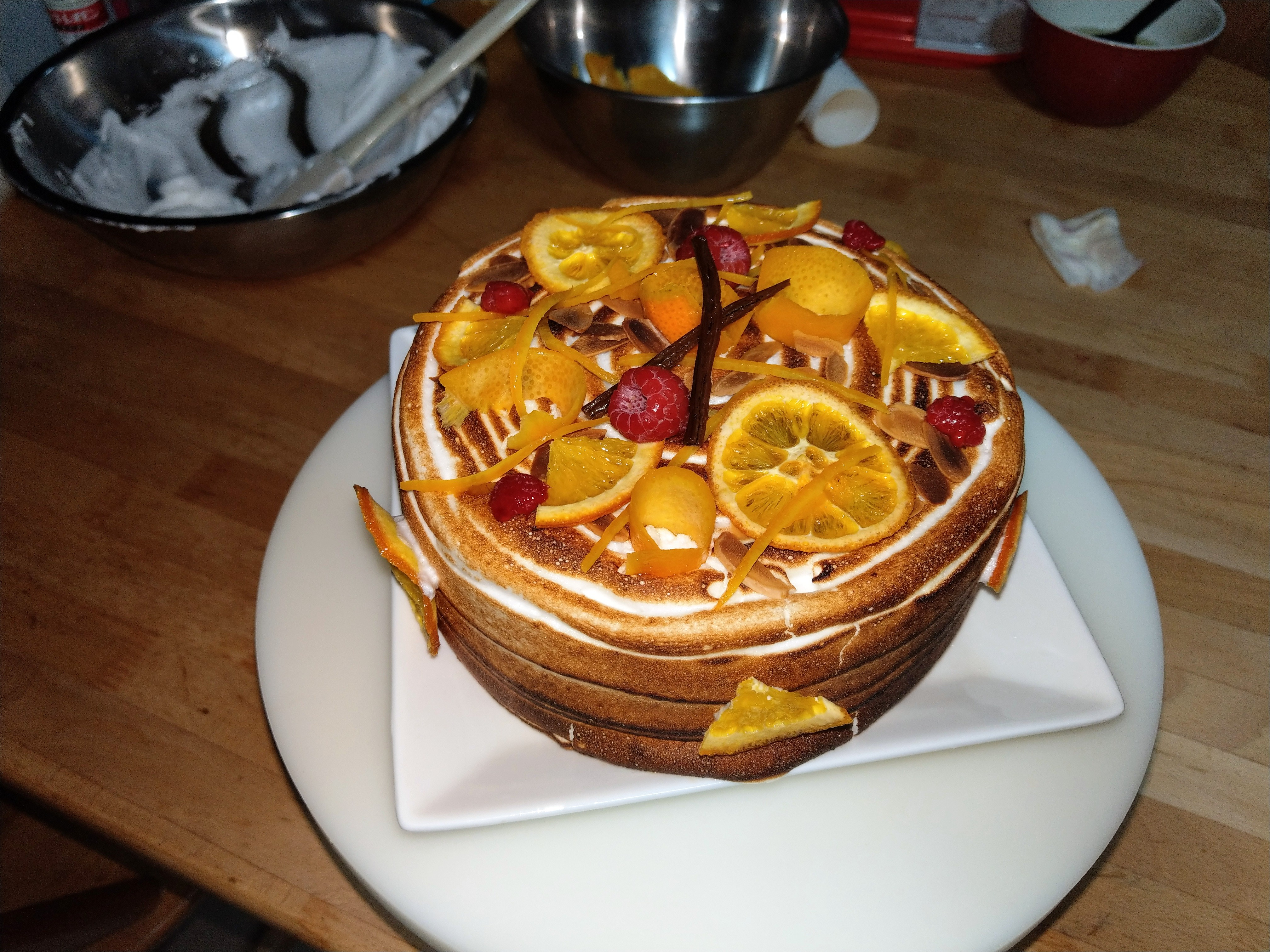
ガトー・ダニシェフ